# Joan Laporta

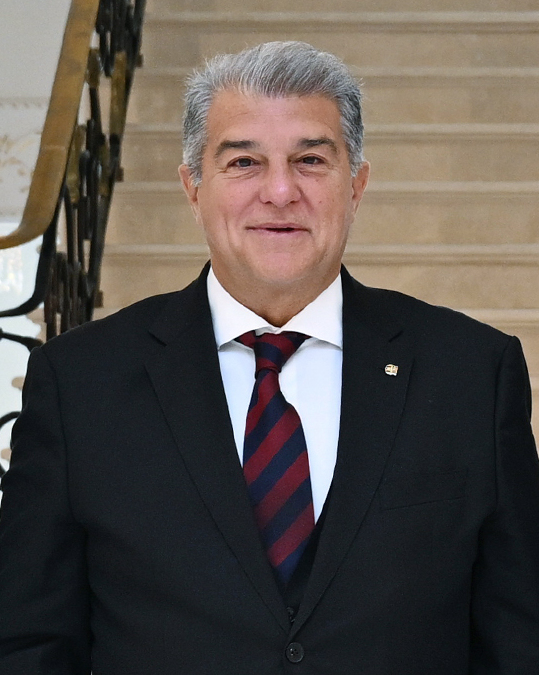
Laporta (2025)

Joan Laporta I Estruch (* 29. Juni 1962 in Barcelona) ist ein spanischer Rechtsanwalt und Politiker. Er war bereits von 2003 bis 2010 und ist seit März 2021 erneut Präsident des FC Barcelona.

## Studium und Wahl zum Präsidenten des FC Barcelona
Im Jahr 1986 schloss Laporta das Studium der Rechtswissenschaften an der Universität Barcelona als Master ab. Bei der Wahl des neuen Präsidenten des FC Barcelona am 16. Juni 2003 kandidierte er als klarer Außenseiter gegen den 21 Jahre älteren Publizisten Lluis Bassat. Mit 27.138 Stimmen entschied sich jedoch mehr als die Hälfte der Wähler für ihn, während Lluis Bassat nur 16.412 Stimmen gewinnen konnte.

## Präsident des FC Barcelona

### Erste Amtshandlungen, Transfers und Erfolge
Laporta übernahm am 20. Juni 2003 das Präsidentenamt von Joan Gaspart, der dem Verein einen Schuldenberg von 160 Millionen Euro hinterließ. Sein erstes Ziel war die wirtschaftliche Sanierung. Dazu kürzte er das Gehalt des niederländischen Stürmers Patrick Kluivert und ließ die Eintrittspreise um zwanzig bis vierzig Prozent erhöhen. Zudem wurde der 102-köpfige Vorstand verkleinert. Laporta schuf sich damit viele Gegner innerhalb und außerhalb des Clubs. Sein Wahlversprechen, David Beckham von Manchester United zu verpflichten, konnte er nicht einlösen; Beckham wechselte zum Erzrivalen Real Madrid. Barcelona nahm dafür den aufstrebenden 23-jährigen Ronaldinho von Paris Saint-Germain unter Vertrag.
Laporta gelang es, den Verein wirtschaftlich zu konsolidieren, so dass neue Spieler verpflichtet werden konnten. In seinen ersten beiden Amtsjahren wurden neben Ronaldinho, Ludovic Giuly vom AS Monaco, Samuel Eto’o von Real Mallorca, Mark van Bommel von PSV Eindhoven und Deco vom FC Porto unter Vertrag genommen. Dies trug zum Aufschwung des Vereins bei. Laporta gilt neben dem damaligen Trainer Frank Rijkaard als Vater der Meisterschaftserfolge in den Jahren 2005 und 2006 und des Gewinns der Champions League 2006.

### Gerichtsverfahren, sportliche Krise und Misstrauensvotum
Nach einem Gerichtsbeschluss wurden im August 2006 wieder Vorstandswahlen abgehalten. Vorausgegangen war die Klage dreier ehemaliger Vereinsmitglieder, die durch Laporta und seinen Vorstand aus dem Club gedrängt worden waren. Nach den Vereinsstatuten muss alle vier Jahre ein neuer Vorstand gewählt werden. Ein Präsidentschaftsjahr beginnt Anfang Juli und endet Ende Juni des nächsten Jahres, orientiert sich also grob am Anfang und am Ende einer Spielsaison. Die Klagenden hatten durchgesetzt, dass die letzten beiden Juni-Wochen des Jahres 2003 bereits als volles Amtsjahr Laportas gerechnet wurden. Laporta blieb jedoch durch eine automatische Wiederwahl Präsident, da keiner seiner Gegenkandidaten die nach den Statuten erforderlichen 1804 Unterstützer-Unterschriften, die zur Teilnahme an der Präsidentenwahl berechtigen, aufbringen konnte. Er selbst hatte mehr als 8000 Unterschriften sammeln können.
Zur Saison 2006/07 wurden für etwa 19 Millionen Euro die beiden Verteidiger Gianluca Zambrotta und Lilian Thuram von Juventus Turin verpflichtet, die 2006 bzw. 1998 Mitglied der Mannschaft gewesen waren, die den Fußballweltmeistertitel errungen hatte. Möglich wurde dies durch den Zwangsabstieg von Juventus Turin. Zuvor schon war der isländische Stürmer Eiður Guðjohnsen nach Barcelona gewechselt. Keiner der drei Spieler konnte jedoch nachhaltigen Eindruck hinterlassen und blieb länger als drei Jahre bei Barcelona. Die Spielzeiten 2006/07 und 2007/08 brachten keine nennenswerten Erfolge. Neben dem Trainer Frank Rijkaard kam auch Laporta zunehmend unter Druck. Insbesondere die Niederlagen gegen den ewigen Rivalen Real Madrid ließen Stimmen laut werden, die seine Demission forderten.
In dieser Zeit wurde  eine Vereinbarung mit dem Kinderhilfswerk der Vereinten Nationen UNICEF geschlossen, das für fünf Jahre der erste Trikotsponsor in der Geschichte des FC Barcelona wurde. Der Verein erhält dafür kein Geld, sondern spendet vielmehr jährlich 1,5 Millionen Euro an UNICEF. Laporta wollte damit die globale Bedeutung des Fußballs und insbesondere das FC-Barcelona-Motto, Més que un club (‚Mehr als ein Klub‘) unterstreichen.
Der schon seit den Anfängen der Präsidentschaft Laportas schwelende Streit mit Sandro Rosell führte im Sommer 2008 zu einer Art Misstrauensvotum, das am 6. Juli 2008 abgehalten wurde. Organisiert wurde es von Oriol Giralt. 60 Prozent der Mitglieder des FC Barcelona erklärten Laporta das Misstrauen. Zahlreiche Direktoriumsmitglieder legten daraufhin ihr Amt nieder; eine ernste Führungskrise war die Folge.

### Sextuple-Gewinn
Trotz des verheerenden Ergebnisses entschied sich Laporta, vorerst im Amt zu bleiben und für den September Neuwahlen anzuberaumen. Kritiker vertraten die Ansicht, dass er den Saisonbeginn abwarten wolle und einen womöglich guten Start des Vereins als Argument für eine Wiederwahl zu nutzen beabsichtige. Zu Beginn der Saison 2008/09 wurden Dani Alves vom FC Sevilla verpflichtet und Gerard Piqué von Manchester United zurückgeholt. Pep Guardiola wurde Trainer.

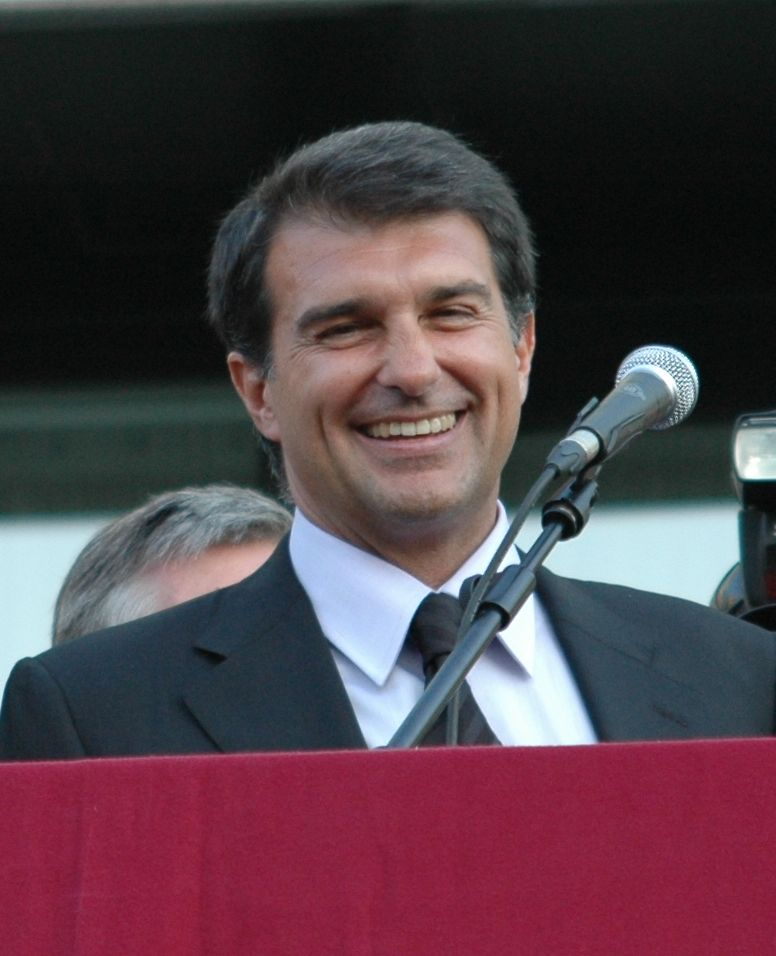
Joan Laporta im Juni 2008

Die Spielzeit verlief überaus erfolgreich. Der FC Barcelona gewann die Meisterschaft, den Pokal und die Champions League. In den folgenden Monaten errang man zudem den UEFA Superpokal, den spanischen Superpokal und die FIFA-Klub-Weltmeisterschaft. Damit war Barcelona der erste Verein, der das Sextuple gewann. In Laportas letzter Saison als Präsident wurde Barcelona erneut spanischer Meister und erreichte dabei einen Punkterekord. Während seiner Amtszeit erhöhte sich das Budget von 170 auf 440,5 Millionen Euro, die Mitgliederanzahl stieg von 106.135 auf 173.701.

#### Kritik an Real Madrid
Im Juni 2009 sorgte Laporta für Aufsehen, als er den Erzrivalen Real Madrid wegen dessen Transferpolitik kritisierte. Real Madrid hatte für Cristiano Ronaldo und Kaká binnen weniger Tage 150 Millionen Euro ausgegeben und gab an, weitere Transfers in dieser Größenordnung zu planen. Laporta bezeichnete die Vorgehensweise des Real-Präsidenten Florentino Pérez als „imperialistisch“ und teilweise „überheblich“. Im Gegensatz dazu sei das Modell des FC Barcelona auf „Anstrengung, Talent und vorausschauendem Planen“ ausgelegt. Barcelonas Transferpolitik sei den Grundsätzen eines wirtschaftlichen Projektes verpflichtet und basiere auf dem „gesunden Menschenverstand.“ In einem Gespräch mit der New York Times sagte er, dass sich in der Saison 2009/10 zwei Konzepte gegenüber stünden: zum einen die mit Geld zusammengekaufte Truppe Real Madrids, zum anderen die über Jahre hinweg aufgebaute und mit Spieler aus der eigenen Jugend ausgestattete Mannschaft des FC Barcelona. Im Hinblick auf Ronaldinho und Messi bemerkte er provokativ, dass Barcelona immer den besten Spieler der Welt in seinen Reihen habe.

### Erneute Kandidatur und Wiederwahl
Ende November 2020 verkündete Laporta, dass er erneut für das Präsidentenamt kandidieren werde. Nachdem er im Vorfeld 10.252 Unterschriften, von denen 9.625 gültig waren, gesammelt hatte, ging er als Favorit in die Wahl. Am 7. März 2021 gewann er mit 54,28 % der Stimmen vor den anderen Kandidaten Victor Font und Toni Freixa, die 29,99 % und 8,58 % erreichten.

## Karriere in der Politik
Nachdem seine zweite Amtszeit am 31. Juli 2010 endete, strebte Laporta eine Karriere als Politiker an. Bei den Wahlen vom 28. November 2010 zog er als Spitzenkandidat der für die Unabhängigkeit Kataloniens eintretenden Gruppierung Solidaritat Catalana per la Independència, die 3,3 % der Stimmen und vier Abgeordnetenmandate errang, in das katalanische Regionalparlament ein.
Allerdings kam es in dieser Gruppierung im Vorfeld der Kommunalwahlen 2011 zu Spannungen. Laporta befürwortete, bei diesen gemeinsam mit der ERC anzutreten, was andere führende Politiker der Solidaritat Catalana per la Independència (SI) ablehnten. Es kam zum Bruch und Laporta trat aus der SI und ihrer Fraktion aus, behielt aber sein Mandat im Regionalparlament.
Laportas Democràcia Catalana (DCat) ging daraufhin ein Wahlbündnis mit der ERC ein und Laporta selbst zog auf Listenplatz zwei des gemeinsamen Wahlvorschlags in den Stadtrat von Barcelona ein.
Am 16. Oktober 2012 kündigte Laporta an, dass er und seine Partei Democràcia Catalana nicht bei den katalanischen Regionalwahlen am 25. November 2012 antreten werden, um nicht zu einer Zersplitterung des katalanisch-nationalistischen Wählerpotentials beizutragen.

### Gerichtlicher Vorfall wegen der Verwendung des Katalanischen
Am 2. März 2015 verweigerte Joan Laporta, ehemaliger Präsident des FC Barcelona, vor dem Zivilgericht erster Instanz Nr. 25 in Barcelona die Aussage auf Spanisch. Er war als Zeuge in einem Rechtsstreit zwischen dem Verein und dem Unternehmen MCM über einen Werbevertrag für die Fassade von La Masia geladen worden. Der Richter bat ihn, aus Rücksicht auf den Anwalt der Kläger, Mario Conde, spanischer Muttersprachler galicischer Herkunft, auf Spanisch auszusagen.
Laporta lehnte dies mit der Begründung ab: „Nachdem ich seit neun Uhr morgens hier warte, denke ich, dass ich das volle Recht habe, auf Katalanisch auszusagen – es ist meine eigene Sprache und die meines Landes.“
Daraufhin bot ihm der Richter Antonio Morales an, seine Aussage in einer späteren Sitzung mit einem Dolmetscher zu wiederholen. Laporta empfand es als respektlos, dass die Anwesenheit eines Dolmetschers nicht von Anfang an vorgesehen war.
Der Vorfall löste eine öffentliche Debatte über sprachliche Rechte und die Verwendung des Katalanischen im Justizwesen aus.